# Колбино (Ленинградская область)
Ко́лбино (фин. Kolpina, Kolpino) — деревня в Колтушском городском поселении Всеволожского района Ленинградской области.

## История
Впервые деревня Колбино в Келтушском погосте упоминается в 1500 году в Писцовой книге Водской пятины.
Первые картографические упоминания деревни: селение Kolpano на «Карте Ингерманландии: Ивангорода, Яма, Копорья, Нотеборга» 1676 года и Kolpina на карте Нотебургского лена, начерченной с оригинала первой трети XVII века, в 1699 году.
Как деревня Golbina она упоминается в наиболее старых из сохранившихся церковных регистрационных книгах Колтушского лютеранского прихода, начиная с 1745 года.
В 70-е годы XVIII века во владение мызой Колтуши вступил князь Г. А. Потёмкин-Таврический, получивший её от Екатерины II. Вместе с мызой Колтуши Потёмкину отошло и Колбино.
Деревня Колбино обозначена на «Карте окружности Санкт-Петербурга» 1810 года.

КОЛБИНА — деревня принадлежит ротмистру Александру Чоглокову, близ оной: кирка деревянная Евангелическо-лютеранского прихода, жителей 30 м. п., 38 ж. п. (1838 год)

В пояснительном тексте к этнографической карте Санкт-Петербургской губернии П. И. Кёппена 1849 года она записана как деревня Kolbina (Колбина), население которой по состоянию на 1848 год составляли: савакоты — 26 м. п., 32 ж. п., финляндские карелы — 6 м. п., 4 ж. п., всего 68 человек.

КОЛБИНА — деревня г. Чоглокова, по просёлкам, дворов 10, жителей 29 м. п. (1856 год)

Число жителей деревни по X-ой ревизии 1857 года: 32 м. п., 44 ж. п..
В 1860 году в деревне было 10 крестьянских дворов.

КОЛБИНО — деревня владельческая, при колодцах; 14 дворов, жителей 33 м. п., 43 ж. п. Лютеранская кирка. (1862 год)

Согласно подворной переписи 1882 года в деревне проживали 15 семей, число жителей: 38 м. п., 46 ж. п., все лютеране, разряд крестьян — собственники, а также пришлого населения 5 семей, в них: 13 м. п., 9 ж. п., все лютеране.

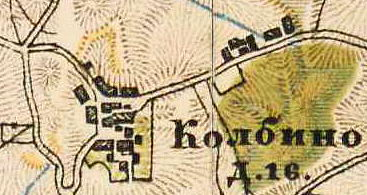
План деревни Колбино. 1885 год

В 1885 году деревня насчитывала 16 дворов. По данным Материалов по статистике народного хозяйства в Шлиссельбургском уезде 1885 года, 13 крестьянских дворов в деревне (или 87 % всех дворов), занимались молочным животноводством, 5 крестьянских дворов (или 33 % всех дворов), выращивали на продажу смородину, клубнику, крыжовник и яблоки.
В 1889 году, согласно материалам по статистике народного хозяйства Шлиссельбургского уезда, 68 десятин земли в деревне Колбино принадлежали местному крестьянину М. И. Воронцову.
В 1893 году, согласно карте Шлиссельбургского уезда, деревня Колбино насчитывала 17 крестьянских дворов.

КОЛБИНО — деревня на земле Колтушского сельского общества, при проселочной дороге 19 дворов, 69 м. п., 80 ж. п., всего 149 чел. (1896 год)

В конце XIX — начале XX века Колбино административно относилось к Колтушской волости 2-го стана Шлиссельбургского уезда Санкт-Петербургской губернии. Население деревни было однородным — финским.
В 1909 году в деревне было 17 дворов.

КОЛБИНО — деревня Борского сельсовета Ленинской волости, 31 хозяйство, 171 душа. Все финны-ингерманландцы. (1926 год)

По административным данным 1933 года деревня Колбино относилась к Колтушскому финскому национальному сельсовету.
В 1938 году население деревни составляло 224 человека, все финны.

КОЛБИНО — деревня Колтушского сельсовета, 254 чел. (1939 год)

План деревни Колбино. 1939 год

В 1940 году деревня насчитывала 36 дворов.
В 1958 году население деревни составляло 176 человек.
По данным 1966, 1973 и 1990 годов деревня Колбино также входила в состав Колтушского сельсовета.
В 1997 году в деревне Колбино Колтушской волости проживал 51 человек, в 2002 году — 89 человек (русских — 65 %, финнов — 26 %).
В 2007 году в деревне Колбино Колтушского СП — 97.

### Лютеранский приход
Точное время основания Колтушского лютеранского прихода (Келтто) неизвестно, так как в пожаре 1771 года сгорели все церковные документы, однако по сохранившимся сведениям в 1628 году приход уже существовал. Первое здание кирхи находилось в Колтушах, но во время Северной войны она сгорела. В 1768 году была построена новая деревянная кирха во имя св. Георгия.
Здание храма, рассчитанное на 800 человек, было отреставрировано в 1884—1885 годах и расширено в 1889 году (по др. данным капитальный ремонт проводился в 1839 и 1884—1885 годах).
В отличие от многих других приходов в Колтушском служил не один, а два священника, так как в 1809 году приход Колтуши был объединён с приходом Ряяпювя.
В 1865 году в приходе состояло 5349 чел., в 1917 году — 7324 чел., а в 1928 году — 8150 человек.
С 1877 года в приходе работала воскресная школа (настоятель Й. В. Мурман, помощник П. Ватанен).
Богослужения проходили каждое воскресенье, в храме имелся орган.
В 1938 году кирха была закрыта, а в 1939 разобрана на сооружение военных укреплений.
В начале 1990-х годов в деревне Колбино построили новый каменный храм, который освятили в октябре 1992 года. Это была первая финская лютеранская церковь, построенная после революции на территории Ингерманландии. Рядом с ней открылся Теологический институт Церкви Ингрии им. С.-Я. Лауриккалы.
В настоящее время Колбино является центром Колтушского прихода ЕЛЦИ:137.
Изменение численности населения Колтушского прихода с 1842 по 1917 год:96:

## Административное подчинение
- с 1 марта 1917 года — в Колбино-Борском сельсовете Колтушской волости Шлиссельбургского уезда.
- с 1 января 1921 года — в Борском сельсовете.
- с 1 февраля 1923 года — в Борском сельсовете Ленинской волости Ленинградского уезда.
- с 1 августа 1927 года — в Борском сельсовете Ленинского района Ленинградского округа.
- с 1 ноября 1928 года — в Колтушском сельсовете.
- с 1 июля 1930 года — в Колтушском сельсовете Ленинградского Пригородного района.
- с 1 августа 1936 года — в Колтушском сельсовете Всеволожского района[30].

## География
Деревня расположена в юго-западной части района на Колтушской возвышенности на автодороге 41К-078 (Санкт-Петербург — Всеволожск), к северу от села Павлово.
На юге граничит с Колтушами, на востоке с деревней Бор. На запад от деревни уходит дорога в деревню Токкари.
Расстояние до административного центра — 0,5 км.
Расстояние до ближайшей железнодорожной станции Заневский Пост — 10 км.

## Демография
| 1862 | 2007 | 2010 | 2017 |
| ---- | ---- | ---- | ---- |
| 76   | ↗97  | ↗124 | ↗126 |

Национальный состав
По данным Всероссийской переписи населения 2021 года в деревне проживали 270 человек, из них:
 финны-ингерманландцы — 15, армяне — 4, татары — 3, мордва — 2, белорусы — 1, украинцы — 1, не указали национальность — 5 человек, остальные русские.

## Инфраструктура
На центральной площади деревни в 2008 году был установлен таксофон.
Деревня закреплена за МОУ «Колтушская средняя общеобразовательная школа им. ак. И. П. Павлова».
Через деревню проходит газопровод.

### Транспорт
В деревне находится автобусная остановка «Дорога в Токкари», на которой останавливается автобус № 531. Также в 650 метрах от центра деревни находится автобусная остановка «Развилка», на которой останавливаются автобусы № 429, 453, 531, 532 и 533. Железной дороги рядом с деревней нет, ближайшая платформа — 7-й километр — находится в 5,6 км от центра деревни.

## Достопримечательности
Достопримечательностью деревни является Колтушская евангелическо-лютеранская церковь Святого Георгия на Церковной улице. В деревне находятся социально-диаконический центр и теологический институт церкви Ингрии им. С. Я. Лауриккалы.
- Церковь святого Георгия — евангелическо-лютеранская церковь. Нынешнее здание построено в 1992 году по проекту архитектора Пентти Кярки из города Йоэнсуу в стиле минимализм-модернизм[44]. Алтарный витраж выполнил художник Александр Икко из деревни Старая.
- Мемориал памяти землякам погибшим в годы блокады Ленинграда был установлен в 2005 году на колбинском кладбище рядом с началом Подгорной улицы.
- Могила Израиля Сонни (Israel Sonny)[45]. Надгробие было установлено 09.09.2009 г. В народе получило название «Лягушка» за своеобразную форму. Надпись на камне гласит:

Tässä lepää Herran rauhassa Israel Sonny kirkkoherra ja Rovasti syntynyt 4 p. Lokakuuta w.1806 Herrassa nukkunut 10 p. Toukokuuta w.1872

(Содержание надписи: «Здесь покоится с миром Израиль Сонни викарий и пробст, родился 4 октября 1806 года, почил в бозе 10 мая 1872 года.»)

И. Сонни был настоятелем Колтушского прихода с 1837-го и до своей смерти в 1872 году.

## Фото

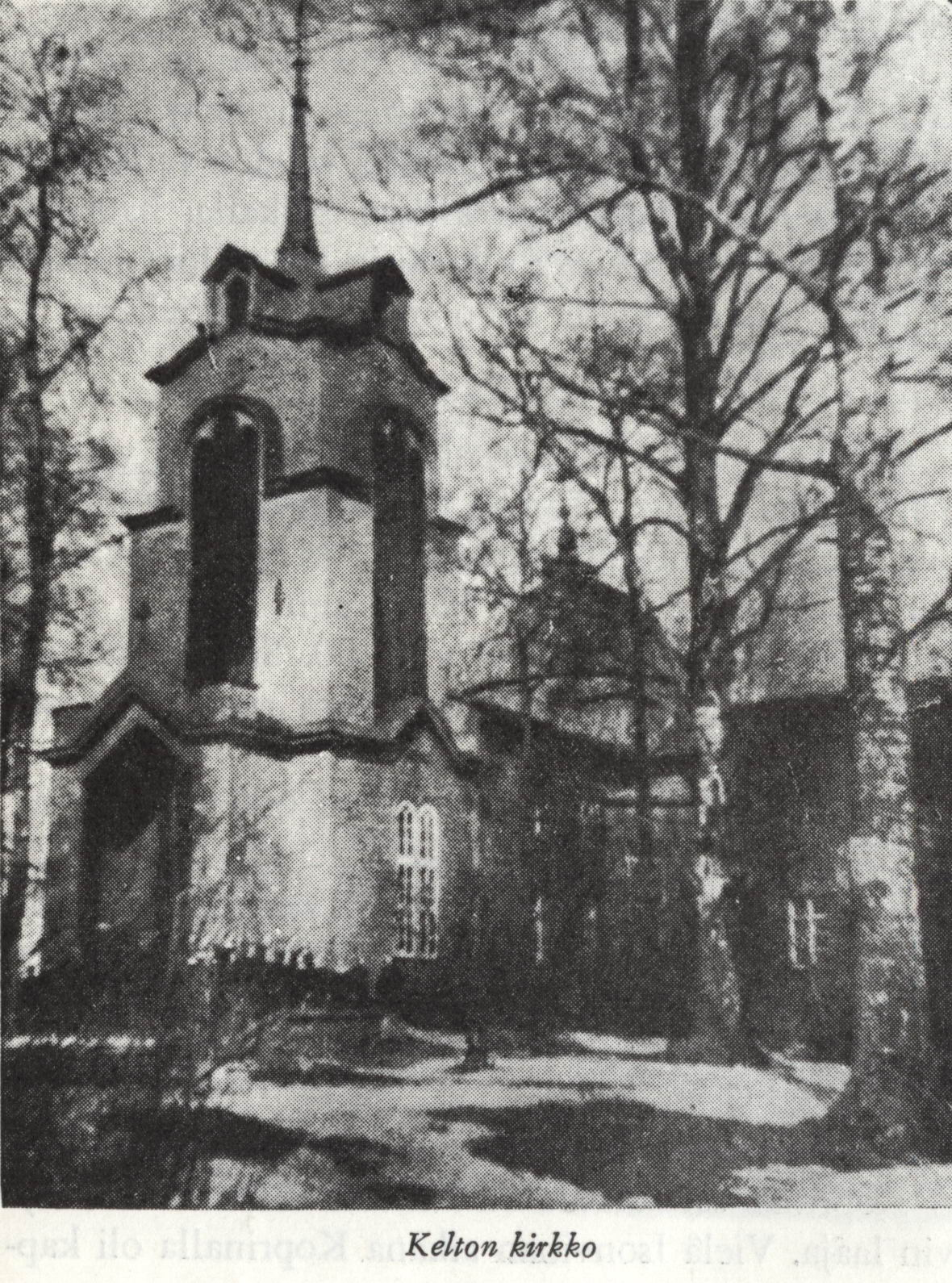
Старая кирха св. Георгия. 1911 год
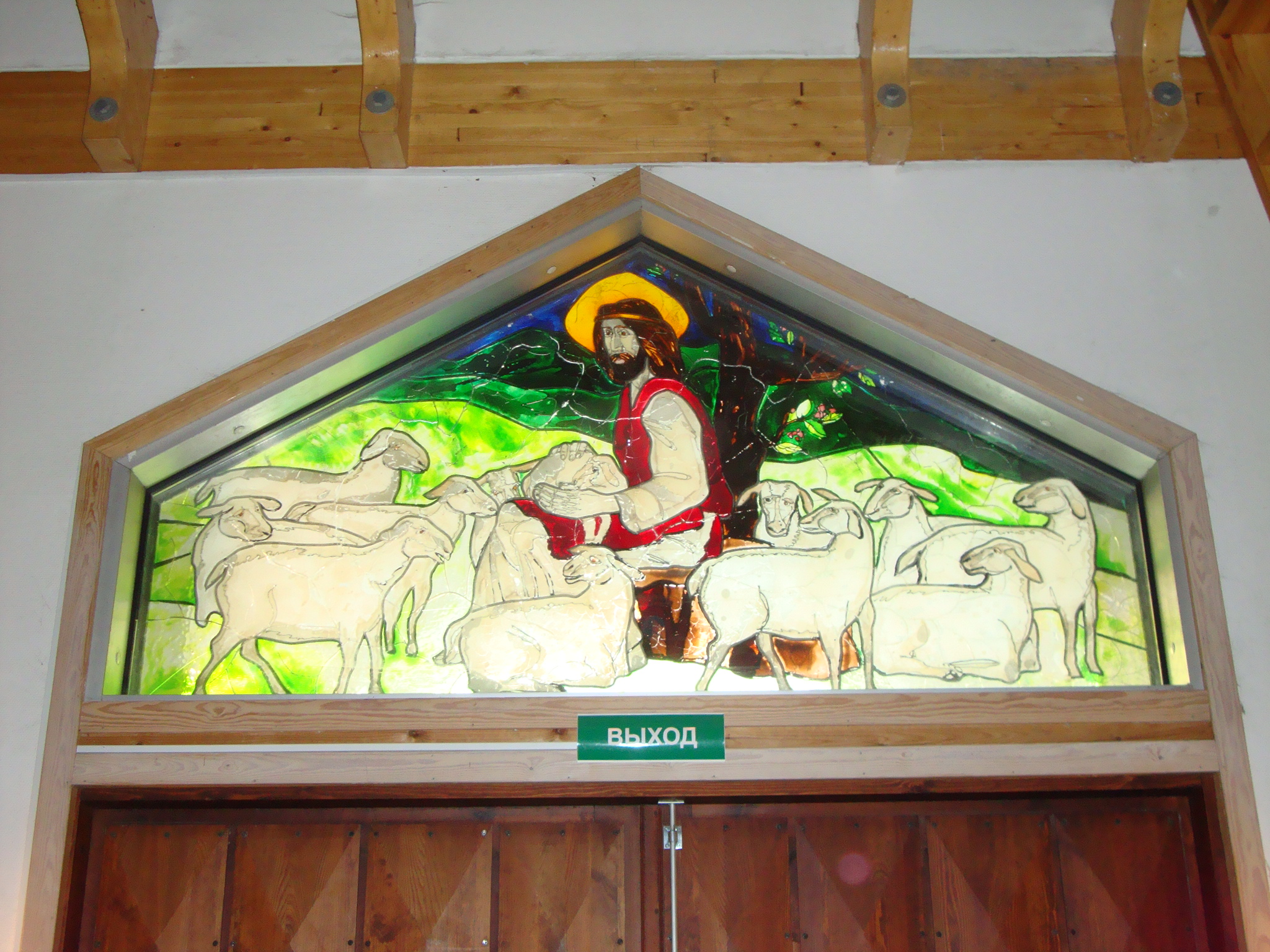
Витраж над входом в церковь
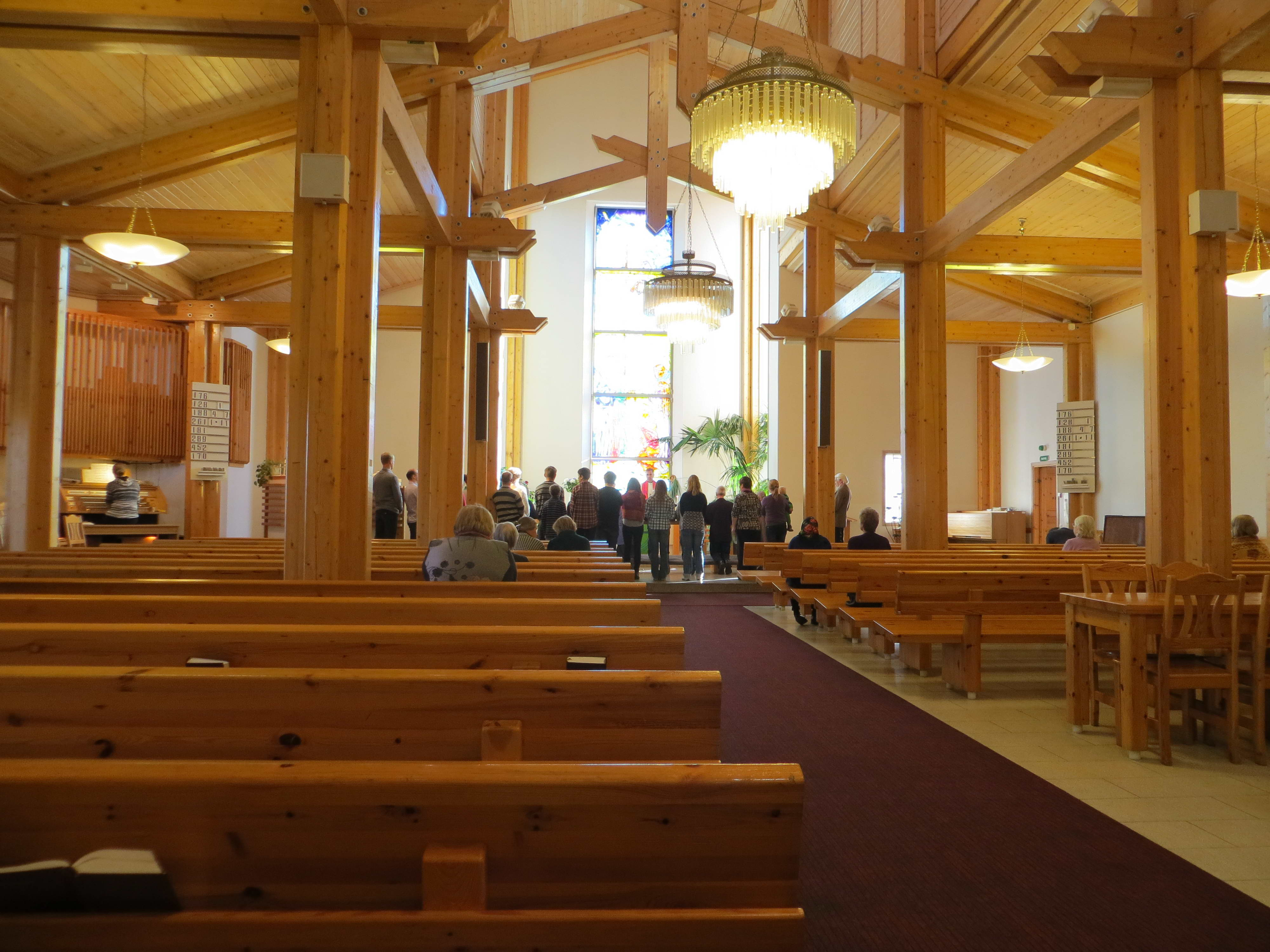
Интерьер церкви святого Георгия
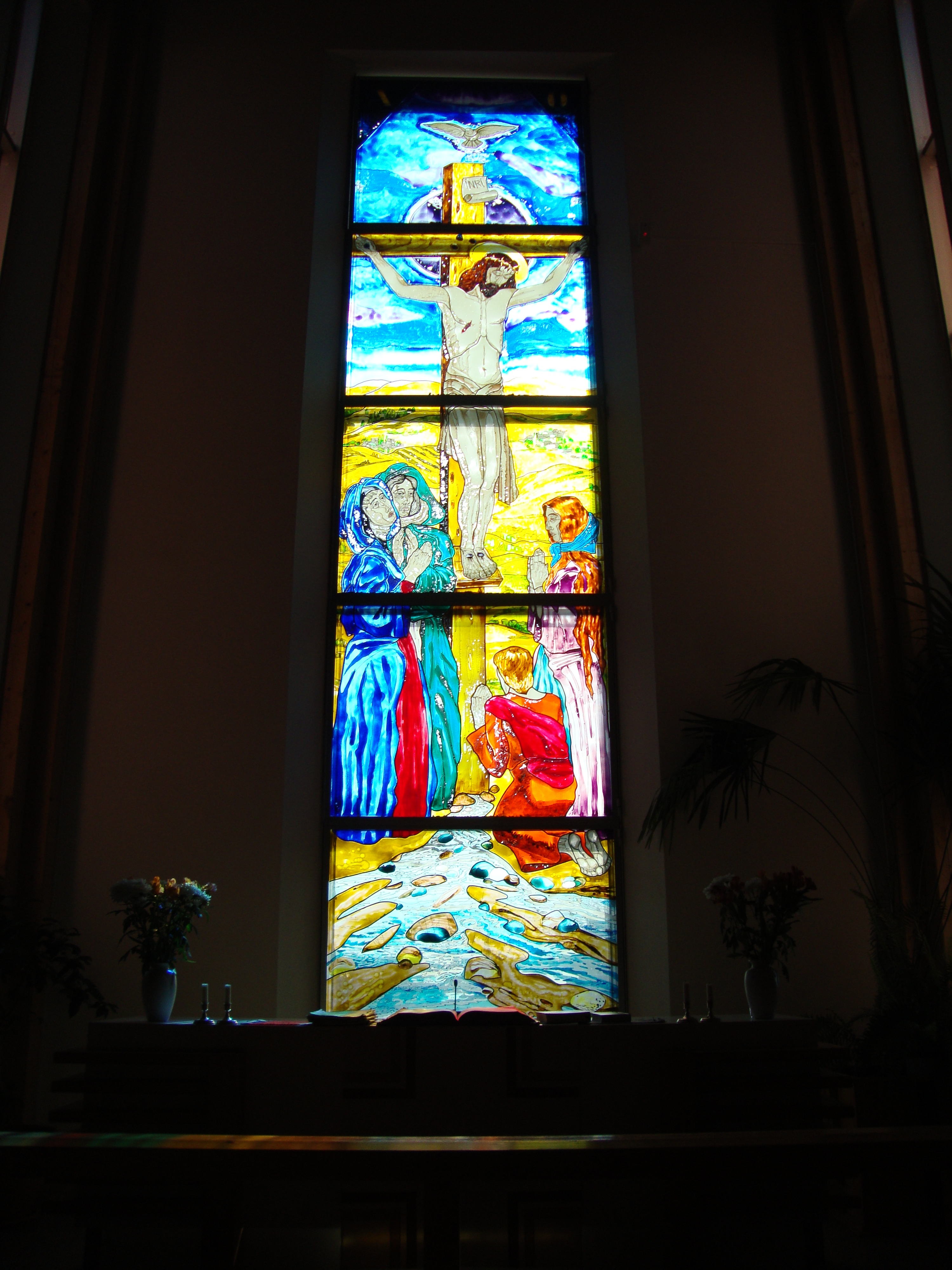
Алтарный витраж
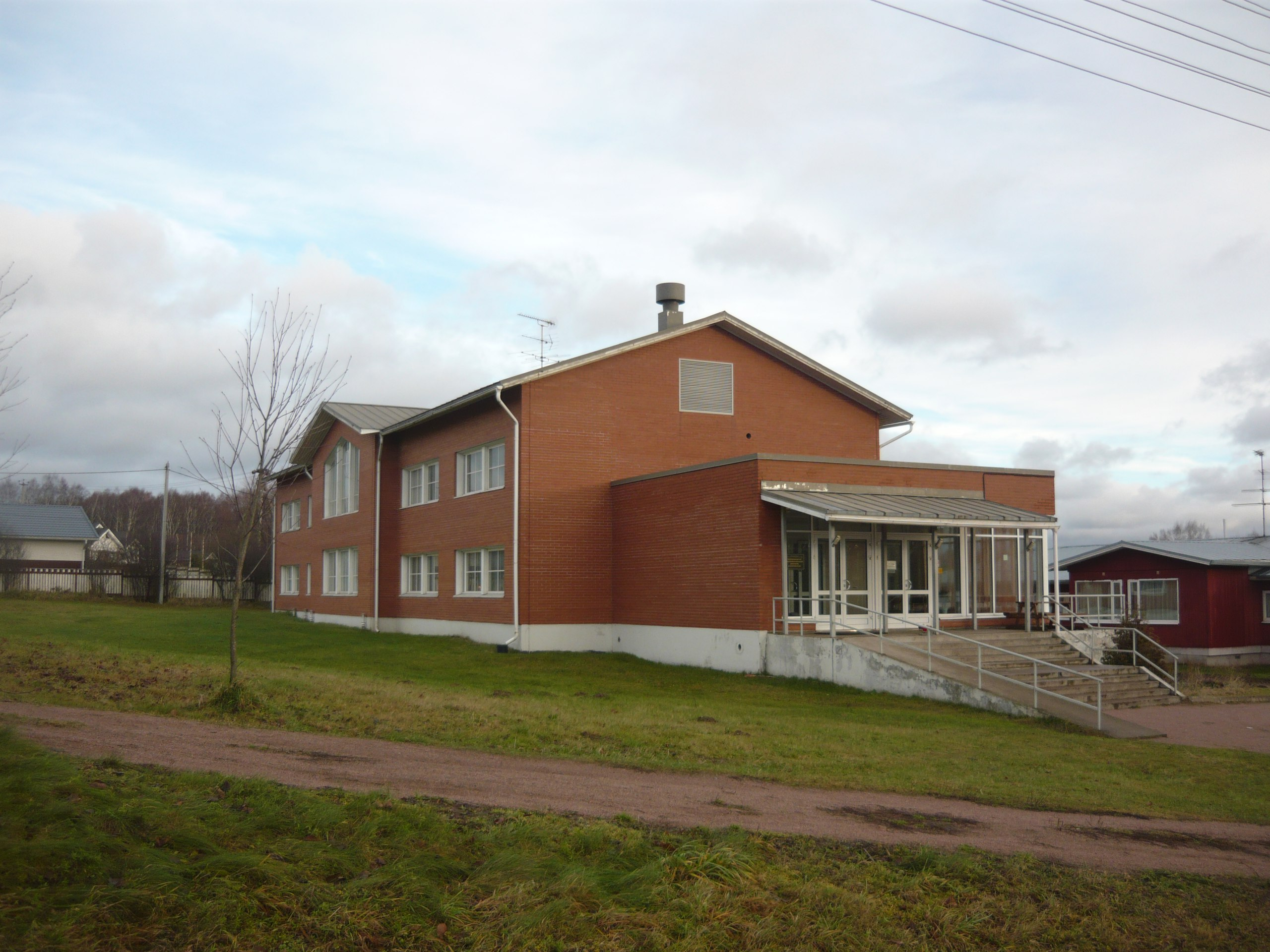
Теологический институт Церкви Ингрии. 2015 год
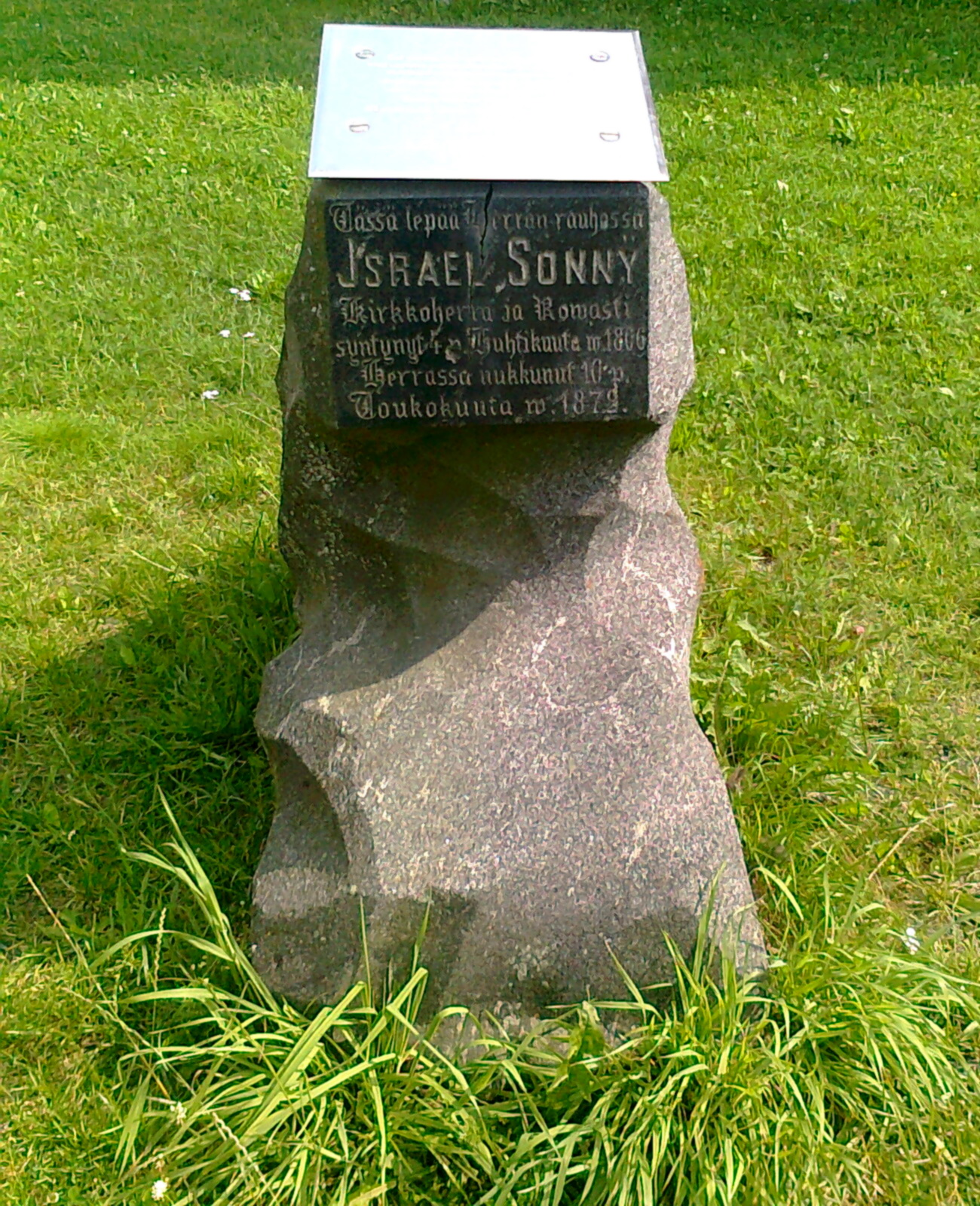
Могила настоятеля И. Сонни. 2016 год

## Известные жители
- Кугаппи, Арри Матвеевич — епископ Евангелическо-лютеранской церкви Ингрии.

## Улицы
В деревне шесть улиц: Кленовая, Молодёжная, Нагорная, Пансионатная, Подгорная, Церковная.
Между Кленовой и Подгорной улицами расположено старое деревенское кладбище.
Церковная улица идёт от дома № 16 до шоссе Токсово — им. Свердлова, Общая протяжённость — 345 метров. Названа из-за церкви Святого Георгия на этой улице.
Перед церковью Святого Георгия находится площадь-автостоянка.
В 1990 году вдоль этой улицы были розданы участки. На этой улице давали участки репрессированным и их семьям.

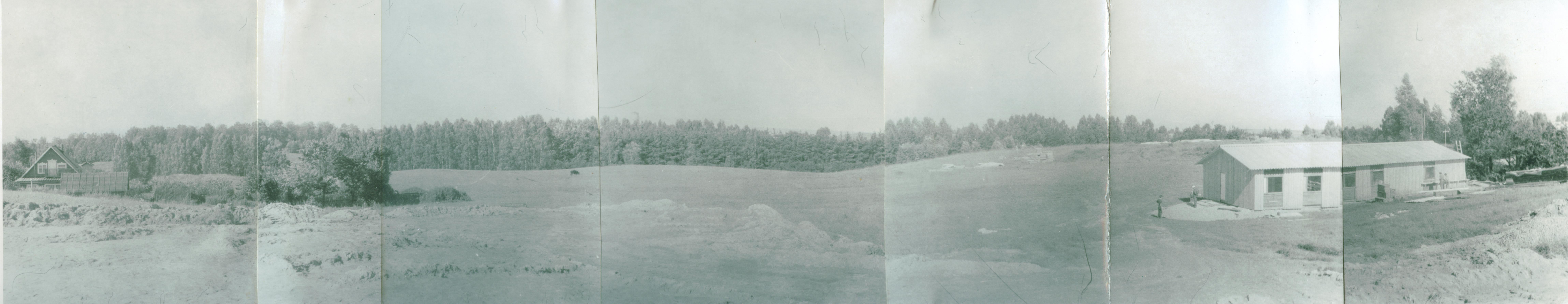
Панорама Церковной улицы до застройки (1992 год). Вид с места входа в церковь Святого Георгия (церковь ещё строилась). Слева дом №8, справа — барак, в котором временно располагалась церковь (сейчас снесён). За дальними деревьями шоссе Н91

Молодёжная улица идёт от дома № 12 и заканчивается домом № 10 (по этой улице). Протяжённость 166 метров.
Основная достопримечательность улицы — старая нефункционирующая водонапорная башня Рожновского, которая стоит на холме. В начале 2000-х годов из-за небольшого напора воды башню хотели восстанавливать, но в деревню провели новую водопроводную линию, и от ремонта отказались. Также на небольшой площади улицы располагается геодезическая вышка и детский сад «Изюминка».